# かけた耳
『かけた耳』（かけたみみ、フランス語: L'Oreille cassée）は、ベルギーの漫画家エルジェによる漫画（バンド・デシネ）、タンタンの冒険シリーズの6作目である。ベルギーの保守紙『20世紀新聞』 （Le Vingtième Siècle）の子供向け付録誌『20世紀子ども新聞』（Le Petit Vingtième）にて1935年12月から1937年2月まで毎週連載されていた。当初はモノクロであったが、1943年に著者本人によってカラー化された。ベルギー人の少年記者タンタンが愛犬スノーウィと共に博物館から盗まれた南アメリカ原住民由来の木像の行方を追って、南米の架空の独裁国家サン・テオドロスに向かい、像を作ったジャングルに住むアルンバヤ族と出会う。やがて今回の盗難事件の真相を明らかにし、像を取り戻す。
もともとシリーズは、新聞社の経営者ノルベール・ヴァレーズの意向が多分に含まれて開始されたものであったが、前作にあたる2作（『ファラオの葉巻』『青い蓮』）の連載中にヴァレーズは辞職した。待遇の改善を条件に新聞社に引き留められたエルジェは、次の話として、ボリビアとパラグアイをモデルに、南米を舞台とした物語を構想した。そして前作『青い蓮』での中国描写のように、ステレオタイプなイメージに基づく想像ではなく資料に基づいて現地の様子を描いていった。商業的にも成功し、批評家意見も好評ではあったが、政治描写や異国描写は前作『青い蓮』に劣るともされる。
本作は1940年代に始まったリーニュクレールの技法を用いたシリーズ過去作のカラー化の最初の作品の1つであり、これは1943年に出版された。また、1956年のアニメ『エルジェのタンタンの冒険』及び、1991年にはカナダのアニメーション製作会社のネルバナとフランスのEllipseによるテレビアニメシリーズ『タンタンの冒険』において映像化されている。
日本語版は、1998年にカラー版を底本にして福音館書店より出版された（川口恵子訳）。

## あらすじ
ブリュッセルの民俗学博物館において南米の原住民アルンバヤ族が信仰の対象にしていたという木像が盗まれ、翌日、元の場所に戻されるという事件が起きる。興味を持ったタンタンは調査を始め、元の木像にあった耳の欠けがなくなっていることから、返還されたものは偽物であることに気づく。間もなく市内で、とある彫刻家が不審死を遂げた事件を知り、今回の盗難事件との関係を疑って調査を始めたタンタンは、やがて、これが殺人であり、盗難事件と関係があると確信する。その真相を知るための手がかりとして、彼が飼っていたというオウムを手に入れようとするが、同じくオウムを狙うアロンソとラモンというラテン系の男たちと争いになり、最終的に奪われる。
アロンソたちはオウムが喋った内容から、仲間のトルティーヤが彫刻家を殺し、像を奪ったことを知る。これら話を彼らの車を密かに尾行し、そのアジトにいたタンタンも知る。トルティーヤは南米にある故郷の国サン・テオドロスに向かう客船に乗ったことがわかり、アロンソたちは像を奪い返すために船に乗り込むと彼を殺すが、像は見つからない。同じく船に乗り込んでいたタンタンは、彼らのトルティーヤ殺しを告発し、2人はサン・テオドロスの警察に捕まる。
その後、タンタンはサン・テオドロスで像の行方を探そうとする中で、スパイに間違われ、銃殺刑に処されそうになるが、国家元首で独裁者であるアルカサル将軍に気に入られ助かる。大佐に任命されるも、すぐに石油利権を巡る外交政策で将軍と対立して政治犯扱いで逮捕されてしまう。そして政治犯収容所にて、タンタンの説得で改心した元テロリスト・パブロたちの助けを借りて脱獄し、山奥の農園に逃げる。アルンバヤ族の集落が近くにあると知ると、タンタンはそこを目指してジャングルを進むが迷ってしまう。そこで消息不明になったとされているイギリス人探検家・リッジウェルと出会い、彼の案内で集落にたどり着くと、酋長に迎えられたタンタンは、彼から像の来歴を教えてもらう。それは、かつて集落に来た西洋の探検家一行に、アルンバヤ族が友好の証として贈ったものであったが、直後に通訳の青年がアルンバヤ族の宝石を盗んだことが判明し、怒った彼らは、帰る途中の探検家一行を襲撃して探検家と通訳の青年以外を殺してしまったという。そのまま像は探検家を通してベルギーに渡ったのだが、どうやら青年はその中に盗んだ宝石を隠したようであり、それを知ったアロンソらが像を盗もうとしているとタンタンは推理する。
一旦帰国したタンタンは、ブリュッセルの骨董店の店先でアルンバヤのものとそっくりな像を見つけ驚く。店員に聞くと、それは殺された彫刻家の実兄の工房で製作されたものとわかる。兄は、弟の遺品から像を見つけ模造品を造ったことを明かし、オリジナルの像は市内に住むサミュエル・ゴールドウッドというアメリカ人に既に売却したと話す。タンタンは、今度はゴールドウッドに会いに行くか、彼は船でアメリカに帰国している途中だという。郵便飛行機で追いかけ、船に乗り込むが、そこには脱獄したアロンソたちも乗り込んでいた。既に像を盗み出していたアロンソであったが、タンタンと鉢合わせして驚いた際に像を落としてしまい、砕けた像から飛び出た大きなダイアモンドは甲板から海へと落ちてしまった。タンタンは怒り狂うアロンソたちともみ合いとなって、そのまま共に海へと落ち、タンタンは船員らに救助されるが、アロンソらはそのまま海底へと沈む。
タンタンから事情を聞いたゴールドウッドは快く像を手放し、修復された像は再び博物館に戻された。

## 歴史

### 執筆背景

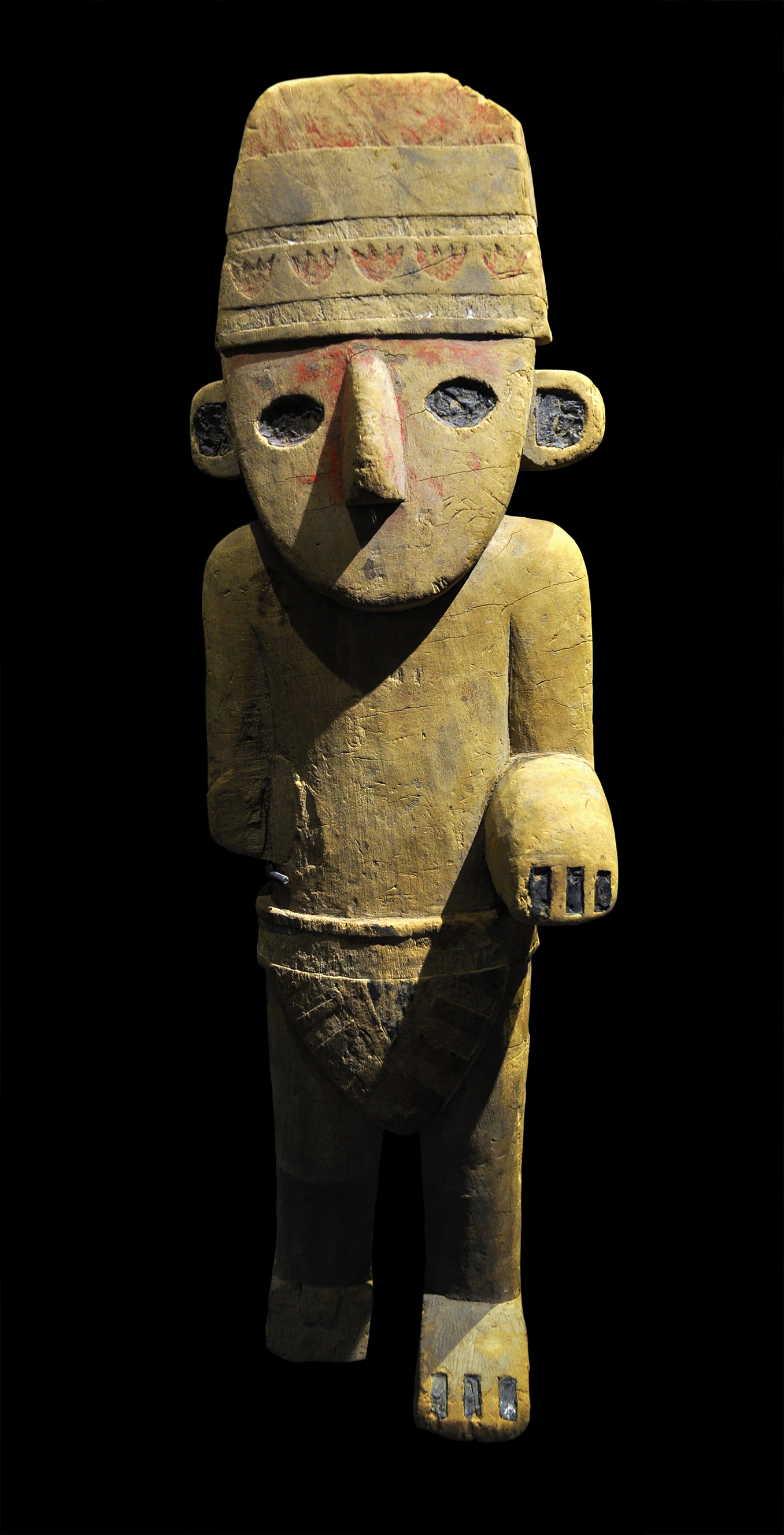
本作の執筆にあたってエルジェが参考にしたサンカントネール博物館に所蔵されているチムーの木像。

作者のエルジェ（本名：ジョルジュ・レミ）は、故郷ブリュッセルにあったローマ・カトリック系の保守紙『20世紀新聞』（Le Vingtième Siècle）で働いており、同紙の子供向け付録誌『20世紀子ども新聞』（Le Petit Vingtième）の編集とイラストレーターを兼ねていた。1929年、エルジェの代表作となる、架空のベルギー人の少年記者・タンタンの活躍を描く『タンタンの冒険』の連載が始まった。初期の3作は社長で教会のアベであったノルベール・ヴァレーズによってテーマと舞台が決められていた。
第4作目『ファラオの葉巻』と第5作目『青い蓮』は初の前後作品となったが、その連載中にヴァレーズが解任された。エルジェは一時は辞職も考えたが、昇給とイラストレーターへの専業という好条件で引き留められ、引き続き『20世紀子ども新聞』でタンタンを続けることとなった。
本作の企画と準備にあたって、エルジェは、プロットのメモやアイデアをノートに書き留めるという新しい習慣を始めた。
また、雑誌や新聞からの写真やイラストの切り抜きを作成し、将来のために保管するといったことも始めた。これらが、本作の多くの絵の下敷きにもなっている。

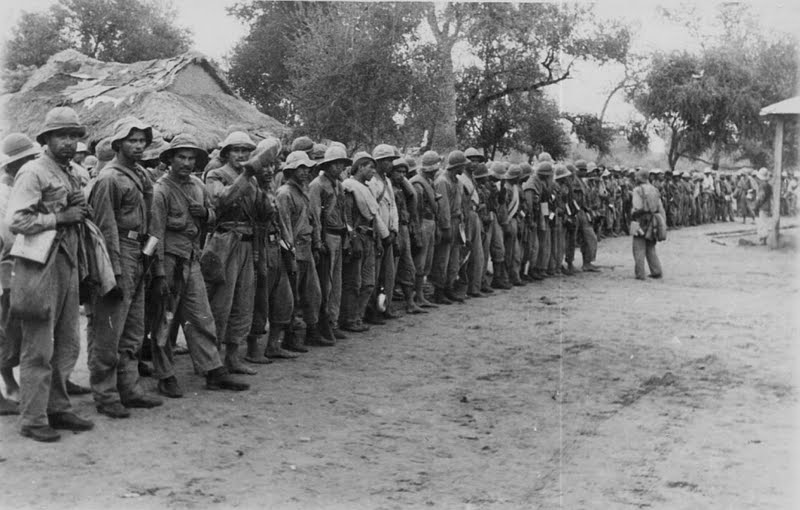
チャコ戦争におけるパラグアイ軍（1932年）

本作の南米描写にあたっては、当時の実際の出来事を暗喩している。作中に登場する国家サン・テオドロスやヌエボ・リコは架空のものであるが、実在のボリビアやパラグアイがモデルになっており、また作中で描かれた石油利権を巡るグラン・チャポ戦争は、グラン・チャコ地方を巡って行われたチャコ戦争（1932年-1938年）を揶揄したものであった。
この「グラン・チャポ（Gran Chapo）」という名前は、フランス語で大きな帽子を意味する「グラン・シャポー（grand chapeau）」を捩ったものであった。また、ヌエボ・リコは成金を意味する「ヌーボー・リッチ（nouveau riche）」、ヌエボ・リコの首都サン・ファシオンは、礼儀知らずを意味する「サン・ファソン（sans façon）」をそれぞれ意味している。
また本作で登場する武器商人ヴィッキング・アームズ社のバジル・バザロフ（Basil Bazaroff）は、ボリビアとパラグアイ両国に武器を供給して利益を挙げたギリシャの死の商人、ヴィッカース・アームストロング社のバジル・ザハロフ（Basil Zaharoff）を連想させるものであった。
こうした紛争を利用して儲けようとする西洋企業の知識は、傍流メディアであった過激派雑誌『Le Crapouillot』から情報を得ていたとされる。
また、スペインのジャーナリストであるリヒャルト・レヴィンゾーンの1930年の著書『Zaharoff, l'Européen mystérieux（ザハロフ、謎のギリシャ人）』も読んでいた可能性があり、この著作は『Le Crapouillot』でも参照されていた。
本作のキーアイテムであるアルンバヤ族の木像は、ブリュッセル王立美術歴史博物館に所蔵されていた、実際のペルーの彫像に基づいている。これは先コロンブス期のチムーの木像であり、約西暦1200年から1438年の間に作られたものと推定されている。
本作に登場するアルンバヤ語は完全なエルジェの創作である。ブリュッセルのマロール地区で使用されていたブルスレール方言に、スペイン語の語尾や構文を混ぜたものが基本形式となっている。
前作『青い蓮』では、現地語に詳しい者の助言を受けて、かなり正確な中国描写が行われ、本作でもエルジェはそうした形になることを望んでいたが、アメリカ先住民の言語に詳しい者と知り合うことができず、苦肉の策であった。
アルンバヤ族と敵対するビバロス族の創作にあたっては、実在するヒバロ族の干し首の風習を説明した学術書に影響を受けた。
アルンバヤ族の集落に住むイギリス人探検家リッジウェルは、1925年にアマゾンのジャングルを探索中に消息を絶ったイギリス人探検家パーシー・フォーセット大佐がモデルである。
また、小説家ダシール・ハメットの代表作『マルタの鷹』とのプロットの共通点があり、影響を受けていると言われる。

### オリジナル版（1935年-1937年）
本作は1935年12月5日に『20世紀子ども新聞』誌上で連載が始まった。当初のタイトルは『Les Nouvelles Aventures de Tintin et Milou（タンタンとスノーウィの新しい冒険）』であった。
また、1937年2月7日にはフランスのカトリック系紙『Cœurs Vaillants』にも、『Tintin et Milou chez les Arumbayas（アルンバヤ族たちの中のタンタンとスノーウィ）』というタイトルで連載された。
そして1937年2月25日に完結を迎えた後、同年にカステルマン社より、『L'Oreille cassée（かけた耳）』と改題して、書籍版が出版された。
この出版にあたっては小さな変更が1つあった。それはある端役の名前であり、連載版では「Carajo（カラジョ、キャラホ）」と名付けていたが、これはスペイン語でペニスを意味するスラングだとエルジェは知り、「Caraco（キャラコ）」に改名した。
本作で登場したアルカサル将軍は、その後のシリーズ3作に登場する準レギュラーとなった。
ハリー・トンプソンは、本作はシリーズで初めて「始まりも終わりも自宅で終わる」作品であると説明しており、本作で初めてラブラドール通り26番地にあるタンタンの自宅が登場し、そこには前作『青い蓮』に関連する中国での思い出の品も見られた。
他にシリーズ初の要素としてマクガフィンを追跡するという物語形式が挙げられ、一方でタンタンがジャーナリスト（報道記者）として活動するのは本作が最後となった。
また、アルフレッド・ヒッチコックに影響を受けたエルジェは、2コマ目に自分自身を描き込んで作中に登場している。
物語終盤において、悪魔によって地獄に引きずり込まれるという形で、本作の敵役である、ラモンとアロンソの死が描かれる。次に敵役の死が描かれるのは17作目の『月世界探険』（1954年）であった。
このことは『Cœurs Vaillants』の編集者を怒らせ、エルジェは修正を求められて、タンタンが2人の魂の救いを神に祈るコマが追加された。
この修正についてエルジェは腹を立てており、「表面的には（追加の）コストがかかるようなものではなかったが、私にとっては本当に面倒なことだった」と後にコメントしている。

### カラー化（1943年）
1940年代から1950年代にかけてエルジェの人気が高まると、エルジェはスタジオのチームと共に、今までのモノクロ版をカラーにリニューアルする作業に着手した。この作業ではエルジェが開発したリーニュクレールの技法が用いられた。本作はこの企画の最初の作品の1つであり、1943年にカステルマン社より62ページのボリュームで刊行された。カラー化に際しては、彩色以外にも大きな改変もあった他のモノクロ作品とは異なり、本作では大きな描き直しはなかった。
軽微な修正点としては、物語の冒頭にあった（オリジナル版当時では現在進行系の出来事であった）第二次イタリア・エチオピア戦争に言及するニュースが削除されている。
また、物語を短縮するために夢のシーンを含む、いくつかのシーンも削除された。
カラー化作業は初めての試みであったために、本作における色彩は、後のカラー作品に比べると単調なものであった。また、途中で明らかにエルジェが興味を失い、作業を急いだ形跡が見て取れ、例えば、物語が進むにつれ背景への新規の描き込みは減り、単純な単色背景になっていった。

### その後の出版歴
カステルマン社は、1979年に、エルジェ全集の第2部として『ファラオの葉巻』や『青い蓮』とともに、オリジナルのモノクロ版を出版した。
その後、さらに1986年にオリジナル版の複製版を出版している。
日本語版は、カラー版を底本に、1998年に川口恵子訳として福音館書店から出版された。福音館版は順番が原作と異なっており、本作はシリーズ16作目という扱いであった。
本作は後のシリーズ作品の雛形になった要素も多く含まれている。
例えば実在の国家に基づく架空の国家を登場させるという形式は、後のシルダビアとボルドリア（『オトカル王の杖』、ユーゴスラビアとナチス・ドイツがモデル）や、ソンドネシア（『シドニー行き714便』、インドネシアがモデル）などに見られる。
他にも後の『ななつの水晶球』（1948年）の火の玉と明晰夢、『ビーカー教授事件』（1956年）の峡谷への転落、『カスタフィオーレ夫人の宝石』（1963年）のオウム、『タンタンとピカロたち』（1976年）の銃殺隊なども本作で見られた要素であった。
また、事実上の最終作となった『タンタンとピカロたち』では、再びサン・テオドロスが舞台となり、パブロやリッジウェルも再登場している。

## 50周年記念イベントでの盗難事件
1979年、ブリュッセルのパレス・オブ・ファイン・アーツにて、『タンタンの冒険』50周年記念展が開催された。このイベントでは、シリーズに登場した象徴的なアイテムが展示され、本作からもアルンバヤ族の木像のモデルになったペルーの木像が出品された（これはこのイベントの目玉展示でもあった）。ただし、盗難の恐れから、本物ではなくレプリカであった。ところが、まさに本作を模して木像が盗まれるという事件が起こった。『ル・ソワール』紙には犯人を名乗る者からの手紙が届き、指定された時刻に、現場でエルジェ本人が右腕に本作を持って待っていれば、木像を返すとあった。エルジェはこの要求に従い、（ただし本は左手に持って）現場で待ったが、犯人は現れず、木像のレプリカも返ってはこなかった。

## 書評と分析
Jean-Marc LofficierとRandy Lofficierは、5つ星中2つ星を与え、「ライトな青い蓮」と評している。前作との多くの共通点が見られる一方で、コミカルに描かれた原住民や、馬鹿げた要素まみれの爆弾など、『タンタンのコンゴ探険』や『タンタン アメリカへ』に見られた「より戯画的であった、初期の作品を思い起こさせる」と評している。
ただ、プロットの使い方については「顕著な改善」が見られるとし、物語が明確に構造化され、「非常に効果的でドラマチックなストーリーであり、多くのひねりがある」と称賛した。
ハリー・トンプソンは、本作を「少し物足りなさがある」とし、「様々な要素がうまくまとまっていない」ことから「失望した」と評した。
ただ、シリーズが続くに連れ、芸術面のクオリティと探究心の劣化が見られてると思っていた一方で、しかし「これまでで最も複雑なプロット」であったとも述べている。
フィリップ・ゴダンは、この物語におけるタンタンは「古典的な記者（レポーター）から調査型のジャーナリスト」に進化したと述べている。
マイケル・ファーは、本作を「資本主義と帝国主義、そして戦争を道徳的に非難している」とした上で、しかし前作『青い蓮』ほど「完璧な構成」ではなく、「緻密性や現実性が欠けている」と評した。
例えば最後、ラモンとアロンソが海で溺れて悪魔に地獄に引きずり込まれる場面は「まさに中世的」であり、シリーズ全体で見ても「最も空想的な場面」とみなしている。
また、エルジェの描く南米の軍隊は「ユーモアに溢れている」が、その細部においては「概ね非常に正確である」とも述べている。
エルジェの伝記を書いたブノワ・ペータースは、『青い蓮』で見せた「疑似ドキュメンタリー的リアリズム」から「純粋な冒険」に回帰したとし、本作における政治の話題は副次的なものに過ぎず、その代わりに「物語を引き裂き、見事な成功を収めた」と評している。
また、「恐ろしいほどのダイナミズム」と「比類なき活力」があるとし、物語構造に「革命」をもたらしたと称賛している。
さらにペータースは、ドイツの哲学者ヴァルター・ベンヤミンが1936年に発表した『複製技術時代の芸術』に登場する「完璧な比喩」を体現したとも評している（ただし、エルジェはこれを読んではいない）。

## 翻案
1957年にブリュッセルのアニメーションスタジオ、ベルヴィジョン・スタジオによる『エルジェのタンタンの冒険』においてアニメ化された（日本語版は『チンチンの冒険』）。1話5分、全6話構成のモノクロ作品であり、原作からはかなり改変がなされていた。
1991年から1992年に掛けて放映されたカナダのアニメーション製作会社のネルバナとフランスのEllipseによる『タンタンの冒険』（Les Aventures de Tintin）において映像化された。この映像化においては大幅な翻案がなされている。例えば、タンタンが酔っ払うシーンは完全に省略され、他のエピソードと同様に、善良で好ましい道徳観を持つキャラクターとして描かれる。また、後半で展開されるベタな政治劇もほぼ省略され、軍との対立もアロンソらとのものに置き換えられている。最終的なアロンソとラモンの死も変更され、タンタンが救出されるように、2人も船員によって命は助かるプロットになっている。
トム・マッカーシーは、自身の小説『Men in Space』のプロットは、本作から「多かれ少なかれそのまま盗んだ（lift）ものだった」とインタビューに答えている。